# Engrenagem de dentes retos
Engrenagem de dentes retos é usada para transmitir um movimento circular contínuo, entre eixos paralelos simples. 
São muito utilizadas em equipamentos como máquina de lavar roupa e relógio de corda, porém este tipo de engrenagem é utilizada em carros na marcha ré, por isto que possuem um ruído maior quando neste movimento. Elas não são indicadas na caixa de marchas para frente devido ao nível de ruído. Para minimizar este barulho e a tensão entre as engrenagens, costuma-se usar a Engrenagem helicoidal.